# Principauté de Calenberg
Pour les articles homonymes, voir Kalenberg.
1432–1692
Entités précédentes :
- Duché de Brunswick-Lunebourg

Entités suivantes :
- Électorat de Brunswick-Lunebourg

La principauté de Calenberg (en allemand : Fürstentum Calenberg) fut un État du Saint-Empire romain germanique issue d'une scission du duché de Brunswick-Lunebourg en 1432. Ce duché sous le règne de la dynastie des Welf (maison de Brunswick) a existé jusqu'à la dissolution de l'empire en 1806 ; son histoire complexe est jalonnée par de nombreuses divisions puis refusions.
À partir de 1463, les princes de Calenberg régnaient également sur le principauté de Göttingen. Lorsque la lignée masculine s'éteignit en 1584, leur propriété échut à la lignée de Brunswick-Wolfenbüttel. À partir de 1635, une branche cadette de Calenberg formait une nouvelle principauté autonome qui a été étendue au territoire de Grubenhagen en 1665 et de Lunebourg en 1705. En 1692, le prince Ernest-Auguste, résidant à Hanovre, avait reçu le titre de prince-électeur de Brunswick-Lunebourg de l'empereur Léopold Ier. Son État fut appelé l'électorat de Hanovre (Kurfürstentum Hannover) ; à partir de 1714, l’électorat est gouverné en union personnelle avec le royaume de Grande-Bretagne.
Au Congrès de Vienne en 1815, le nouveau royaume de Hanovre a été désigné comme État successeur.

## Histoire

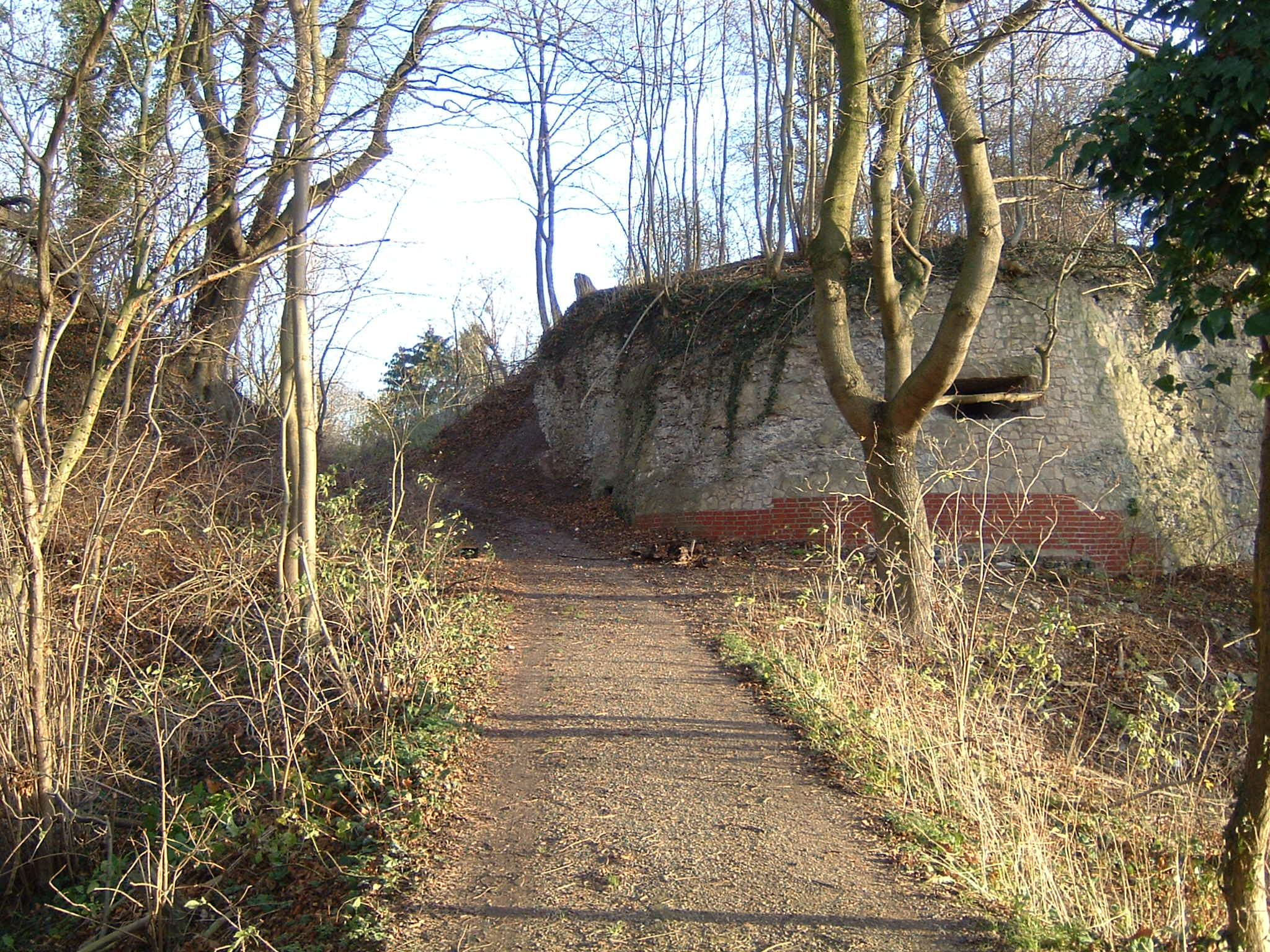
Les ruines du château de Calenberg.

Cet État est issu de la division de la principauté de Brunswick-Wolfenbüttel en 1432 : tandis que le duc Henri II de Brunswick conserva château et domaine de Wolfenbüttel, son demi-frère aîné Guillaume Ier reçoit le territoire saxon sur la rive ouest de la rivière Leine. Sa principauté doit son nom au château de Calenberg près de Pattensen (à 13 km à l'ouest de Hildesheim), la résidence des princes jusqu'en 1636. Tous les princes de Calenberg portaient le titre de duc de Brunswick-Lunebourg.
Après l'extinction de la lignée de Göttingen en 1463, Guillaume Ier héritera d'elle ; en 1473, il succède à son frère dans la principauté de Wolfenbüttel et cède les territoires unis de Calenberg et Göttingen à ses deux fils. En 1495, Calenberg échut finalement à Éric Ier, le second fils du duc Guillaume II de Brunswick-Calenberg-Göttingen. Il lui adjoint la principauté de Göttingen, qui lui fut définitivement rattachée. Éric prit parti pour son cousin Henri II de Brunswick-Wolfenbüttel dans la guerre que ce prince soutenait contre la principauté épiscopale de Hildesheim en 1519 et a pu réaliser de gros gains territoriaux. Comme Henri II, Éric restait un ennemi de la Réforme protestante, qui, toutefois, a été introduite à Calenberg après sa mort en 1540, à l'initiative de sa veuve Élisabeth de Brandebourg et leur surintendant Anton Corvinus.

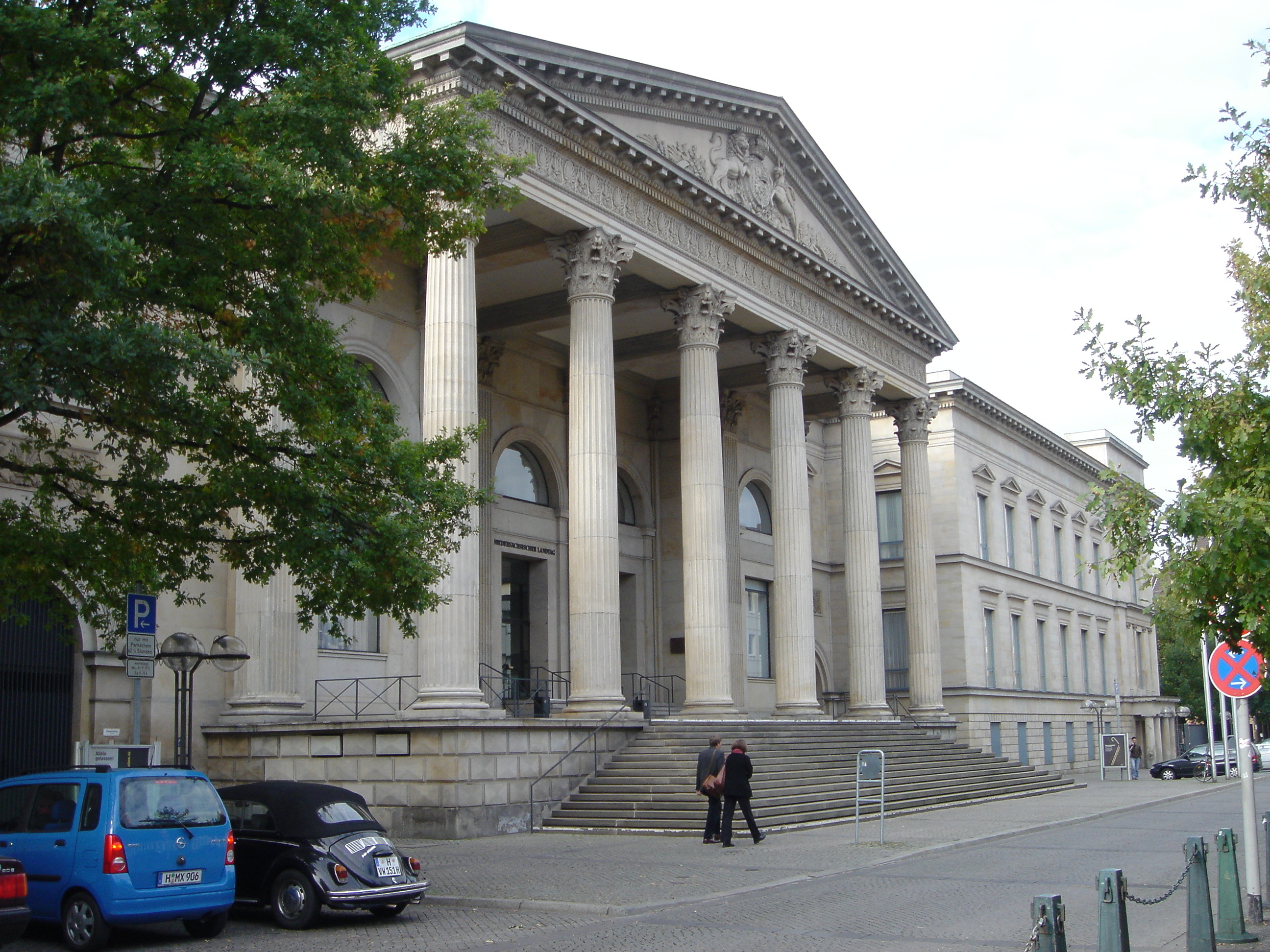
Le château de Hanovre.

Après le décès d'Éric II de Calenberg, fils d'Éric Ier et d'Élisabeth, en 1584, la principauté est intégrée à la lignée de Brunswick-Wolfenbüttel ; pendant la guerre de Trente Ans, les actions militaires de Christian de Brunswick, frère cadet du duc Frédéric-Ulrich dévastaient le pays. Après la defaite du roi Christian IV de Danemark à la bataille de Lutter en 1626, les troupes de la Ligue catholique sous Jean t'Serclaes de Tilly occupaient la principauté.
Le duc Frédéric-Ulrich mourut sans enfant en 1634 et l'année suivante, Calenberg fut détachée à nouveau au profit de Georges de Brunswick, frère cadet du duc Auguste Ier de Brunswick-Lunebourg, suivi par ses fils Christian-Louis, Georges-Guillaume, Jean-Frédéric et Ernest-Auguste. En 1692, Ernest-Auguste de Calenberg reçoit la dignité électorale sous le nom d'électorat de Brunswick-Lunebourg ; cependant, ce titre n'est reconnu par la Diète d'Empire qu'en 1708, après sa mort. Le nouvel électeur renonça à cette occasion, avec la permission de l'empereur, à la tradition du partage entre les héritiers au profit de la transmission selon la règle de primogéniture mâle.
En 1705, le fils d'Ernest-Auguste, l'électeur George Louis hérita de son oncle de la principauté de Lunebourg-Celle. Il fusionna les deux principautés, qui regroupèrent alors quasiment tout le territoire du duché de Brunswick-Lunebourg à l'exception de la principauté de Wolfenbüttel. Le nouvel électorat devint alors assez vite connu sous le nom non officiel d'électorat de Hanovre.

## Liste des princes de Calenberg
Comme les autres princes issus des partages du Brunswick, les princes de Calenberg conservent le titre de « duc de Brunswick-Lunebourg ».
- 1432-1473 : Guillaume Ier le Victorieux
- 1473-1484 : Frédéric III le Turbulent, conjointement avec
  - 1473-1495 : Guillaume II le Jeune
- 1495-1540 : Éric Ier l'Ancien
- 1540-1584 : Éric II le Jeune
- 1584-1589 : Jules, prince de Brunswick-Wolfenbüttel
- 1589-1613 : Henri-Jules, prince de Brunswick-Wolfenbüttel
- 1613-1634 : Frédéric-Ulrich, prince de Brunswick-Wolfenbüttel
- 1634-1641 : Georges
- 1641-1648 : Christian-Louis
- 1648-1665 : Georges-Guillaume
- 1665-1679 : Jean-Frédéric
- 1679-1698 : Ernest-Auguste, reçoit la dignité électorale de Brunswick-Lunebourg en 1692.